# Bipolo

Bipolo

Un bipolo, in elettrotecnica, è un elemento circuitale dotato di due morsetti che gli consentono di interagire con i fenomeni elettromagnetici esterni e il cui comportamento agli effetti esterni è completamente definito dal legame costitutivo tra tensione e corrente. 
In automatica è assimilabile a un modello black box il cui comportamento è definito da una funzione di trasferimento. 
Le proprietà fondamentali del bipolo sono due: la tensione tra i due morsetti del bipolo è indipendente dal cammino percorso e la corrente entrante che lo attraversa è, a meno del segno, uguale a quella uscente.

## Definizione

### Condizioni
La descrizione del campo elettromagnetico è basata sulle equazioni di Maxwell e in particolare la sua dinamica è descritta dalla legge di Faraday e dalla legge di Ampère-Maxwell, rispettivamente:
{\displaystyle \nabla \times \mathbf {E} =-{\frac {\partial \mathbf {B} }{\partial t}}\qquad \nabla \times \mathbf {H} =\mathbf {J} _{f}+{\frac {\partial \mathbf {D} }{\partial t}}}
Nel caso di regime stazionario, ovvero a flusso magnetico e flusso elettrico costanti come in corrente continua, le correnti dovute alla variazione del campo elettromagnetico e alla polarizzazione elettrica e magnetica sono nulle quindi le due equazioni possono essere semplificate come segue:
{\displaystyle \nabla \times \mathbf {E} =0\qquad \qquad \nabla \times \mathbf {H} =\mathbf {J} _{f}}
Queste semplificazioni possono essere ritenute valide anche nel caso sia verificata la condizione di Max Abraham, in un regime variabile infatti, se la lunghezza d'onda del campo elettromagnetico {\displaystyle \lambda } è molto superiore alle dimensioni del sistema elettromagnetico {\displaystyle \lambda \gg L} allora il tempo che il fronte d'onda impiega ad attraversare tutto il sistema può essere considerato nullo e di conseguenza il regime variabile in esame può essere considerato quasi stazionario, semplificazione che consente l'utilizzo delle equazioni di Maxwell trascurando le variabili spaziali e ottenere quindi un modello a parametri concentrati. Considerato che la corrente alternata è distribuita in Europa, Asia e Africa alla frequenza di 50 Hz (in America e parte del Giappone a 60 Hz) allora la condizione di Max Abraham è rispettata per sistemi con dimensioni molto inferiori a una lunghezza d'onda di circa 6000 km, di conseguenza nelle linee di trasmissione è necessario adottare un modello a parametri distribuiti.

### Bipolo

Bipolo in regime quasi stazionario in cui è evidenziata la superficie chiusa impermeabile ai fenomeni elettromagnetici e la porta elettrica formata dai conduttori con estremi la coppia ordinata di morsetti. Sulla porta elettrica sono anche evidenziate le due superfici di livello e e la tensione tra i morsetti sul percorso, inoltre è evidenziata la corrente entrante e uscente con le relative superfici orientate e.

Un bipolo è un elemento costituito dall'unione tra una superficie chiusa e una porta elettrica formata da due conduttori aventi per estremi una coppia ordinata di morsetti {\displaystyle \{A,B\}} in regime quasi stazionario. Da questa definizione derivano le due proprietà fondamentali del bipolo: la tensione tra i due morsetti del bipolo è indipendente dal cammino percorso e la corrente entrante che lo attraversa è uguale in modulo a quella uscente.
In regime quasi stazionario il campo elettrico {\displaystyle \mathbf {E} } è un campo vettoriale conservativo infatti {\displaystyle \nabla \times \mathbf {E} =0} ed è quindi esprimibile come gradiente di un potenziale scalare, il potenziale elettrico: {\displaystyle \mathbf {E} =-\nabla V}. In forma globale si ha allora che l'integrale tra {\displaystyle \{A,B\}} sul cammino {\displaystyle \Gamma _{AB}} per il teorema del gradiente è:
{\displaystyle \int _{\Gamma _{AB}}\mathbf {E} \cdot {\mathrm {d} \mathbf {l} }=\int _{A}^{B}-\nabla V\cdot {\mathrm {d} \mathbf {l} }=V_{A}-V_{B}}
La tensione {\displaystyle V_{AB}} ai morsetti del bipolo allora è pari alla differenza di potenziale elettrico tra le due superfici di livello passanti per i morsetti {\displaystyle \{A,B\}} ed è indipendente dal cammino di integrazione {\displaystyle \Gamma _{AB}}.
In regime quasi stazionario l'unica corrente presente è quella di conduzione che è determinata dal campo di densità di corrente delle cariche libere {\displaystyle \mathbf {J} _{f}}. Si ottiene allora che la corrente di conduzione {\displaystyle I_{A}} entrante nel morsetto {\displaystyle A} con sezione {\displaystyle \mathbf {S} _{A}} di superficie {\displaystyle S_{A}} e orientamento normale è pari a meno del segno alla corrente {\displaystyle I_{B}} uscente dal morsetto {\displaystyle B} di sezione {\displaystyle \mathbf {S} _{B}}:
{\displaystyle I_{A}=\int _{S_{A}}{\mathbf {J} _{f}}\cdot {\mathrm {d} \mathbf {S} }=-\int _{S_{B}}{\mathbf {J} _{f}}\cdot {\mathrm {d} \mathbf {S} }=-I_{B}}
Siccome la superficie chiusa del bipolo è impermeabile a ogni fenomeno elettromagnetico allora agli effetti esterni questo è completamente identificato dalla conoscenza della tensione e della corrente ai suoi morsetti, unici punti in cui il bipolo può comunicare attraverso fenomeni elettromagnetici con l'esterno.

## Legame costitutivo
Il comportamento agli effetti esterni di un bipolo è completamente definito dal legame costitutivo che intercorre tra le funzioni rispetto al tempo di tensione {\displaystyle v(t)} e corrente {\displaystyle i(t)}. Se il legame è definito da:
{\displaystyle f(V,I)=0}
allora il bipolo si dice stazionario. Se invece la caratteristica tensione-corrente è della forma:
{\displaystyle f(v(t),i(t),d/dt,\int dt)=0}
cioè le grandezze variano nel tempo e appaiono derivate e integrali delle tensioni e delle correnti, allora il bipolo è detto dinamico. la caratteristica tensione-corrente del bipolo è in genere rappresentabile con una o più curve nel grafico V-I. Il bipolo stazionario ha una sola caratteristica mentre il bipolo dinamico ne ha infinite a seconda del regime di funzionamento: per esempio imponendo una certa corrente se ne calcola la tensione ai capi (bipolo controllato in corrente). Un altro modo di esprimere la caratteristica è:
{\displaystyle v=f(i)}
oppure
{\displaystyle i=g(v)}

### Bipolo lineare
Ebbene a seconda della caratteristica il bipolo è lineare se la caratteristica è lineare cioè della forma (per esempio):
{\displaystyle v=k\cdot i}
Che su un diagramma tensione-corrente rappresenta appunto, una retta passante per l'origine.
Valgono inoltre le proprietà dell'additività e dell'omogeneità (proprietà degli omomorfismi):
{\displaystyle f(i_{1}+i_{2})=f(i_{1})+f(i_{2})}
{\displaystyle f(\alpha i)=\alpha f(i)}
con {\displaystyle \alpha \in \mathbb {R} }.

## Analisi termodinamica
Un bipolo è assimilabile a un sistema termodinamico che scambia lavoro elettrico {\displaystyle L_{e}} con l'esterno tramite i suoi morsetti, mentre tramite la sua superficie chiusa scambia lavoro non elettrico {\displaystyle L} in modo reversibile e calore {\displaystyle Q}. Secondo il primo principio della termodinamica allora definite l'energia potenziale elettrica {\displaystyle U_{e}} e l'energia magnetica {\displaystyle U_{m}} accumulate nel bipolo si ha che:
{\displaystyle \delta {L_{e}}=\delta Q+\mathrm {d} U_{e}+\mathrm {d} U_{m}-\delta {L}}
Definita la potenza elettrica {\displaystyle p=vi} allora il lavoro elettrico scambiato da un bipolo è {\displaystyle \delta {L_{e}}=p\ \mathrm {d} t=vi\ \mathrm {d} t}.

### Bipoli perfetti

#### Bipolo resistivo
Bipolo che trasforma irreversibilmente il lavoro elettrico in calore.
{\displaystyle \delta {L_{e}}=\delta Q}
Il componente elettrico corrispondente è il resistore. Si tratta di un bipolo lineare e passivo in quanto la sua potenza è sempre assorbita. L'energia del resistore è trasformata in calore irreversibilmente per effetto Joule. L'equazione costitutiva che caratterizza un resistore attraversato da una corrente elettrica i e sottoposto ad una tensione elettrica v risulta essere:
{\displaystyle v=Ri}

#### Bipolo capacitivo
Bipolo che trasforma reversibilmente il lavoro elettrico in energia potenziale elettrica.
{\displaystyle \delta {L_{e}}=\mathrm {d} U_{e}}
Il componente elettrico corrispondente è il condensatore. Tra i bipoli dinamici vi sono i condensatori con caratteristica dinamica:
{\displaystyle i(t)=C\cdot {\frac {dv(t)}{dt}}}
dove {\displaystyle C} è la capacità. Esso è anche un elemento dotato di memoria poiché la sua caratteristica è univocamente determinata solo se si conosce il valore iniziale al tempo {\displaystyle t_{0}} della tensione. Inoltre il condensatore non è un bipolo strettamente passivo infatti può anche essere {\displaystyle p(t)=0}. In tal caso il bipolo è conservativo, esso può immagazzinare energia e rilasciarla completamente (e idealmente).

#### Bipolo induttivo
Bipolo che trasforma reversibilmente il lavoro elettrico in energia magnetica e il componente elettrico corrispondente è l'induttore.
{\displaystyle \delta {L_{e}}=\mathrm {d} U_{m}}
Il componente elettrico corrispondente è l'induttore. Tra i bipoli dinamici vi sono gli induttori con caratteristica dinamica:
{\displaystyle v(t)=L\cdot {\frac {di(t)}{dt}}}
dove {\displaystyle L} è l'induttanza. Esso è anche un elemento dotato di memoria poiché la sua caratteristica è univocamente determinata solo se si conosce il valore iniziale al tempo {\displaystyle t_{0}} della corrente. Inoltre l'induttore non è un bipolo strettamente passivo infatti può anche essere {\displaystyle p(t)=0}. In tal caso il bipolo è conservativo, esso può immagazzinare energia e rilasciarla completamente (e idealmente).

#### Bipolo convertitore
Bipolo che trasforma reversibilmente lavoro elettrico in lavoro non elettrico.
{\displaystyle \delta {L_{e}}=-\delta L}
Il componente elettrico corrispondente è l'utilizzatore nel caso di lavoro elettrico assorbito o il generatore nel caso di lavoro elettrico generato. Gli elementi che forniscono energia sotto forma di tensione sono i generatori: in particolare il generatore di tensione ideale e il generatore di corrente ideale. Essi sono detti ideali perché teoricamente possono fornire tensioni o correnti indefinitamente nel tempo e senza dissipazione. In realtà questo non è mai vero. Le caratteristiche del generatore sono lineari e quindi il bipolo generatore è lineare, inoltre essi possono fornire energia o anche dissiparla e quindi sono bipoli attivi ma anche passivi.

### Bipoli attivi e passivi
A seconda della trasformazione energetica o in generale dell'energia associata ad un bipolo, questo può essere attivo o passivo. Consideriamo un bipolo e calcoliamo l'energia tra due istanti di tempo {\displaystyle t_{0},t}:
{\displaystyle \Delta W=\int _{t_{0}}^{t}p(t)\,dt}
ebbene se tale energia è sempre positiva data la convenzione dell'utilizzatore: {\displaystyle \Delta W\geqslant 0} allora il bipolo è detto passivo (strettamente passivo se {\displaystyle \Delta W>0}), cioè il bipolo assorbe energia. Viceversa se {\displaystyle \Delta W\leqslant 0} allora il bipolo eroga (ossia attua un assorbimento negativo di energia) ed è detto attivo (strettamente attivo se {\displaystyle \Delta W<0}). Il caso {\displaystyle \Delta W=0} è un caso particolare che implica che il bipolo conserva l'energia.